# Yegor Karpitsky
Yegor Karpitsky (Vítebsk, 27 de noviembre de 2003) es un futbolista bielorruso que juega en la demarcación de delantero para el PFC Krylia Sovetov Samara de la Liga Premier de Rusia.

## Selección nacional
Hizo su debut con la selección de fútbol de Bielorrusia el 12 de octubre de 2023 en un partido de clasificación para la Eurocopa 2024 contra Rumanía que finalizó con un resultado de empate a cero.

## Clubes
| Club                           | País        | Año       | Partidos | Goles |
| ------------------------------ | ----------- | --------- | -------- | ----- |
| FC Shakhtyor Soligorsk         | Bielorrusia | 2021-2022 | 4        | 1     |
| FC Shakhtyor Petrikov (cedido) | Bielorrusia | 2022      | 8        | 10    |
| FC Shakhtyor Soligorsk         | Bielorrusia | 2022-2023 | 32       | 15    |
| PFC Krylia Sovetov Samara      | Rusia       | 2023-2024 | 14       | 1     |
| FC Sokol Saratov (cedido)      | Rusia       | 2024-2025 | 27       | 2     |
| PFC Krylia Sovetov Samara      | Rusia       | 2025-     |          |       |